# Dryf Stokesa

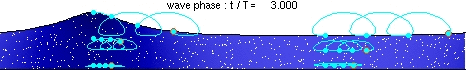
Dryf Stokesa, gdy długość fali jest znacznie większa niż głębokość wody. Kliknij tutaj, by zobaczyć animację. Czerwone kółeczka wskazują pozycję cząstek poruszających się z prędkością przepływu. Błękitne linie pokazują drogę tych cząstek. Błękitne kółeczka wskazują pozycje w wodzie po przejściu jednej fali. Białe kropki wizualizują ruch wszystkich cząstek

Dryf Stokesa, dryf stokesowski – średnia prędkość w wodzie (cieczy) obserwowana w ruchu falowym, powodowana na przykład przez zmniejszenie amplitudy (eliptycznych) trajektorii cząstek w wodzie wraz z głębokością.
Różnice między horyzontalnymi amplitudami ruchu na różnych głębokościach powodują, że cząstki na powierzchni wody poruszają się nieco bardziej w kierunku przemieszczającej się fali niż w kierunku przeciwnym na pewnej głębokości w wodzie. Powoduje to przesunięcie tych cząstek, nazywane dryfem Stokesa. Dryf Stokesa istnieje także wtedy, gdy nie ma średniego przepływu wody, a jedynym mechanizmem jest falowanie. Nie zależy on także bezpośrednio od prędkości wiatru: nawet gdy prędkość wiatru jest zerowa, istnienie propagujących się fal oceanicznych powoduje dryf Stokesa. Ocenia się jednak, że w pierwszym przybliżeniu dryf Stokesa na powierzchni oceanu wynosi około 3% prędkości wiatru w obszarze rozbiegu fal. Natomiast prędkość prądów dryfowych (pod powierzchnią oceanu) wynosi około 20–80% prędkości dryfu Stokesa na powierzchni. Z pomiarów prądów oceanicznych, prędkości wiatru i pola falowania można ocenić, jaka część energii prądów oceanicznych jest wywoływana bezpośrednio przez wiatr, a jaka przez dryf Stokesa. W układzie zawierającym obracającą się ciecz (jak Ziemia) przepływ wody związany z dryfem Stokesa jest poddawany efektowi Coriolisa.
Dryf Stokesa jest ważny, między innymi, w opisie transportu zanieczyszczeń na powierzchni wody.